# گمینا کانگچوگا
گمینا کانگچوگا (به لهستانی:  Gmina Kańczuga) یک گمینا در لهستان است که در شهرستان پژوورسک واقع شده‌است. گمینا کانگچوگا ۱۰۵٫۱۵ کیلومتر مربع مساحت و ۱۲٬۶۲۵ نفر جمعیت دارد.